# Appropriate Behavior
Appropriate Behavior è un film del 2014 diretto da Desiree Akhavan.
La regista è anche la protagonista e la sceneggiatrice della pellicola.

## Trama
Per Shirin essere parte di una famiglia persiana ideale non è facile. L'accettazione le sfugge da tutte le parti: la sua famiglia è ignara della sua reale identità sessuale, e la sua ex-fidanzata, Maxine, non riesce a capire il motivo per cui lei non glielo riveli.

## Riconoscimenti
- 2015 - Gotham Awards[1]
  - Candidatura per il Miglior regista rivelazione a Desiree Akhavan